# Ката Лахтова
Ката Лахтова (на македонска литературна норма: Ката Лахтова) е югославскa политичка и председателка на Събранието на Социалистическа република Македония.

## Биография
Лахтова е родена на 30 август 1924 година в Радовиш, Кралство Югославия, днес Северна Македония. От септември 1944 година става участничка в комунистическата съпротива, когато влиза в редиците на Югославската комунистическа партия. Лахтова е политически комисар на чета и на батальон в четвърта македонска ударна бригада. Работи като секретарка на Околийския комитет на Македонската комунистическа партия в Радовиш, членка на Управата за агитация и пропаганда на ЦК на СКМ, председателка на Конференцията за обществена активност на жените, членка на Секретариатът на Съюзния комитет за общественото положение на жените и други. От 1951 до 1952 е директорка на Музея на революцията на Социалистическа република Македония. От 1952 до 1964 е председателка на Антифашисткия фронт на жените на Македония. Била е републикански и съюзен депутат. Между 1976 и 1980 е членка на ЦК на МКП, а от 1981 до 1984 е подпредседателка на Събранието на СРМ.
Изпълнява функцията на председателка на Събранието на Република Македония от 28 април 1984 до 25 април 1985 година. Умира на 24 февруари 1995 година.